# Gruyères, Ardennes
Gruyères är en kommun i departementet Ardennes i regionen Grand Est (tidigare regionen Champagne-Ardenne) i nordöstra Frankrike. Kommunen ligger  i kantonen Signy-l'Abbaye som ligger i arrondissementet Charleville-Mézières. År 2022 hade Gruyères 104 invånare.

## Befolkningsutveckling
Antalet invånare i kommunen Gruyères
Referens: INSEE